# Callitriche brutia
Callitriche brutia là một loài thực vật có hoa trong họ Mã đề. Loài này được Petagna mô tả khoa học đầu tiên năm 1787.

## Hình ảnh

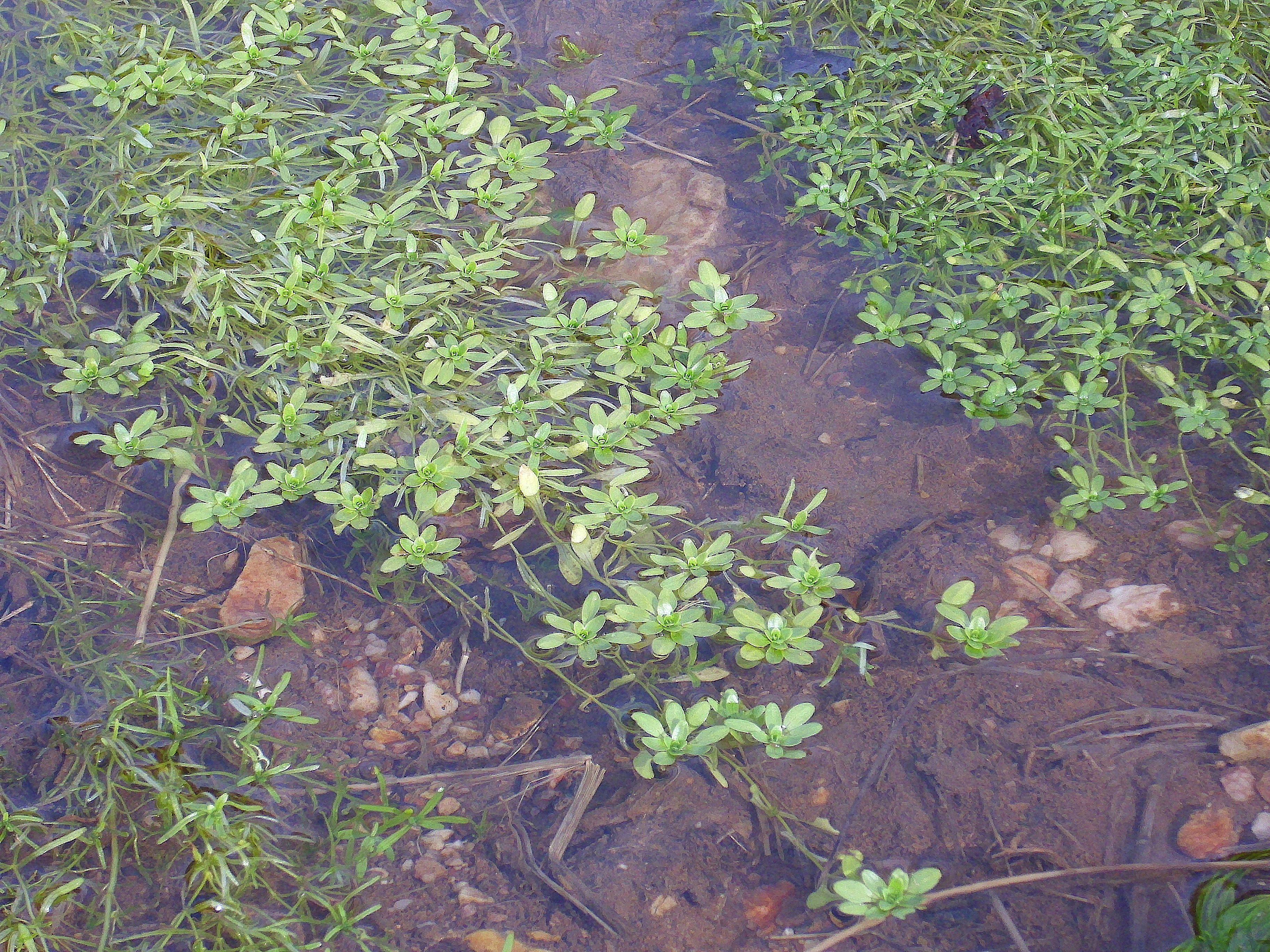